# Germanenorden
Der Germanenorden war eine deutsche Geheimgesellschaft, die 1912 in Leipzig zusammen mit dem Reichshammerbund gegründet wurde und antisemitische Ziele verfolgte.

## Ziele
Zur Zeit der Gründung des Ordens kursierte in völkischen Kreisen das Gerücht, es gebe in Deutschland eine ausgedehnte geheime jüdische Verschwörung, der die Juden ihren Einfluss in der Gesellschaft verdankten. Daher kam der Gedanke auf, eine anti-jüdische Geheimorganisation aufzubauen, wobei die Freimaurerei als Vorbild dienen sollte.
Als Hauptziel wurde formuliert, Juden und ihre Aktivitäten zu überwachen, entsprechende Informationen zu sammeln und diese zu verbreiten. Als „schärfste Waffe im Kampf gegen das Judentum und andere Volksfeinde“ wurde die von Theodor Fritsch herausgegebene antisemitische Zeitschrift Der Hammer betrachtet.
Wer dem Orden beitreten wollte, musste eine tadellose „germanische“ Abstammung nachweisen, durfte nicht körperlich behindert sein und sollte idealerweise blondes Haar, blaue bis hellbraune Augen und eine helle Haut aufweisen. Auch bezüglich des Ehepartners wurden entsprechende Angaben verlangt. Als „Sippenwahrer“ wurde 1919 Bernhard Koerner gewählt.

## Entwicklung
Der Germanenorden entstand als geheime Organisation parallel zu dem öffentlichen Reichshammerbund innerhalb der Leserschaft der Zeitschrift Der Hammer und war nach dem Vorbild der Freimaurer logenartig aufgebaut. Die erste Loge des späteren Germanenordens wurde bereits im April 1911 unter der Leitung von Hermann Pohl als „Wotanloge“ in Magdeburg gegründet. Sie gab die Regeln und Rituale für die Organisation vor, die am 12. März 1912 den Namen „Germanenorden“ erhielt und ab Mai von Pohl geführt wurde. In einem Manifest von Januar 1912 propagierte dieser eine „arisch-germanische religiöse Wiedergeburt“. Mit dem Ziel einer rassisch reinen deutschen Nation forderte er bereits die Deportation von „Juden, anarchistischen Mischlinge[n] und Zigeuner[n]“.
Neben Koerner gehörten zu den bekannteren Ordensmitgliedern Konstantin von Gebsattel, Ludwig Müller von Hausen und Arthur Prüfer. In diesem Jahr erreichte der Orden durch Gründung etlicher Logen in Nord- und Ostdeutschland die Zahl von 316 Mitgliedern, 1913 zählte er 451 Mitglieder. Im Süden des Reiches entstanden dagegen nur wenige unbedeutende Logen. Nachdem der Orden rasch auf über 1.000 Mitglieder angewachsen war, stagnierte während des Ersten Weltkriegs die Mitgliederzahl.
1916 kam es zur Spaltung des Ordens, da Hermann Pohl wegen aufkommender Kritik den Orden verließ und einen eigenen „Germanenorden Walvater“ gründete. Mit der Gründung der Thule-Gesellschaft 1918 verlor der Germanenorden rasch an Bedeutung; seine Mitglieder wanderten dorthin ab.
In der jungen Weimarer Republik war der Germanenorden an der Rekrutierung politischer Attentäter beteiligt, so bei der Ermordung des ehemaligen Ministers Matthias Erzberger 1921 und bei einem Anschlag auf den Publizisten Maximilian Harden. 1934 wurde der Verein verboten.

## Rituale und Symbole
Nach einer erhaltenen Darstellung der Initiation eines Novizen des Ordens verband das Ritual Elemente der Freimaurerei mit solchen der völkischen Ariosophie (Guido von List) und mit Musik von Richard Wagner. Zu den verwendeten Symbolen gehörte die Swastika („Hakenkreuz“). Diese war damals in völkischen Kreisen allgemein gebräuchlich, aber es war der Germanenorden, über dessen Nachfolgeorganisation Thule-Gesellschaft dieses Symbol in das Repertoire des Nationalsozialismus Eingang fand.